# Броштени (Аниноаса)
Броштени (рум. Broșteni) насеље је у Румунији у округу Арђеш у општини Аниноаса. Oпштина се налази на надморској висини од 466 m.

## Становништво
Према подацима из 2002. године у насељу је живело 629 становника, од којих су сви румунске националности.